# Leonidész (grammatikus)
Leonidész (Kr. e. 2. század) görög grammatikus
Élisz szigetén élt és alkotott, semmi mást nem tudunk róla. Cicero tesz említést egy munkájáról, amelyben a magánhangzókkal foglalkozott, de a munkának még töredékei sem maradtak fenn.[forrás?]